# PowerPC e6500
PowerPC e6500 — многопоточное 64-битное ядро на базе PowerPC для чипов SoC серии QorIQ AMP от Freescale Semiconductor, которые имеют общую схему именования: "Txxxx". Первые образцы, изготовленные по 28-нм технологическому процессу, были доступны в продаже в начале 2012 года, а полное производство было начато в конце 2012 года.

## Строение
В сравнении со своим предшественником PowerPC e5500 (англ. PowerPC e5500), имеющим четыре ядра, объединённые в CPU-кластер, e6500 поддерживает восемь CPU-кластеров применяемых для масштабных многопроцессорных решений, имеет совместно используемый L2-кэш, а также обновлённую подсистему памяти. Ядро является первым многопоточным ядром, разработанным Freescale, а также включает в себя улучшенную версию AltiVec, применяемую ранее. Многопоточность реализована как суперскалярный процессор в конфигурации 2x2, при помощи использования двух виртуальных ядер на каждое аппаратное. при этом одно виртуальное ядро в e6500 чаще всего имеет более высокую производительность по сравнению с целым ядром e5500. Данное преимущество связано с тем, что в Freescale было принято решение дублировать большую часть логики вычислений, замещая её виртуализацией, в дополнение к другим улучшениям в реализации ядра.
Каждое ядро имеет пять целочисленных блоков (четыре простых и один комплексный), два блока загрузки-хранения, один 128-битный блок AltiVec, L1-кэш, а также кэш инструкций 32 + 32 КБ. Максимальной частотой является 2,5 ГГц. Ядро спроектировано таким образом, чтобы иметь широкие возможности настройки через инфраструктуру CoreNet Fabric, а также удовлетворять особые потребности встраиваемых систем, обеспечивая такие возможности, как многоядерное выполнение и интерфейс для APU.

## Решения
- QorIQ AMP (англ. QorIQ#AMP Series) T4240 - первый процессор, имеющий 12 ядер. С последующим выпуском T2080 и T2081, предлагающих четыре ядра и частоту до 1,8 ГГц.
- QorIQ Qonverge B4420[2] и B4860[3] - решения, сочетающие в себе ядра e6500 и DSP StarCore SC3900, работающие на частотах 1,6 и 1,8 ГГц соответственно. Предназначены для телекоммуникационных решений, где применяется 4G/LTE.